# قاعدة حرة
القاعدة الحرة (بالإنجليزية: Free base) الخاصة بأمين -عادة قلواني- هي الهيئة القاعدية غير المشحونة منه (غير الأيونية)، ومقابلها هي هيئة الملح التي يُضاف فيها بروتون إلى مجموعة الأمين فيصبح موجبا أثناء الارتباط بأيون مقابل سالب الشحنة ليصبح الجزيء كله (الملح) متعادلا كهربائيا. على سبيل المثال: هيدروكسيلامين (NH2OH) هو الهيئة الحرة وكلوريد هيدروكسيل الأمونيوم [الإنجليزية] (NH3OH+ Cl−) هو ملح الهيدروكلوريد. يُستخدم المصطلح عادة مع مختلف العقاقير وبشكل خاص مع القلوانيات.

تحرير القاعدة أو التحويل إلى قاعدة حرة (بالإنجليزية: Freebasing) هي عملية "تحرير" قاعدة قلواني (مثل الكوكايين) من هيئة الملح التي يتواجد عليها طبيعيا. يمكن الحصول على القاعدة الحرة باستخدام تقنية كيمياء عضوية تسمى السحن. يحدث سحن القاعدة الحرة من هيدروكلوريد الكوكايين (يسمى كذلك "الطهي") عن طريق إذابة هيدروكلوريد الكوكايين في الماء على نار ثابتة، مع إضافة قاعدة (مثل بيكربونات الصوديوم NaHCO3) إليها لتكوين قاعدة الكوكايين الحرة حسب المعادلة التالية:
Coc-H+Cl− + NaHCO3 → Coc + H2O + CO2 + NaCl

## الخصائص الكيميائية
يمكن شرح القاعدة الحرة بأنها القاعدة المرافقة من هيئة الملح الخاصة بها، وهيئة الملح بأنها الحمض المرافق. القاعدة الحرة هي الهيئة منزوعة البروتون بينما هيئة الملح هي الهيئة المبرتنة. الأمينات في هيئتها الطبيعية غير المبرتنة تكون غير مشحونة.

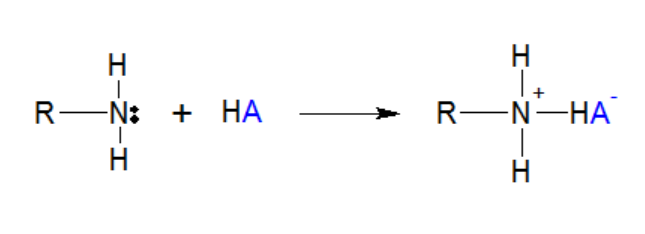
تفاعل أمين (قاعدة حرة) مع حمض لتشكيل ملح متعادل الشحنة (تفاعل معادل).

بما أن الأمين يتصرف كقاعدة برونستد-لوري، سيحصل عند التفاعل مع حمض برونستد-لوري على أيون هيدروجين موجب [الإنجليزية] الشحنة (H+) ليشكل ألكيل الأمونيوم [الإنجليزية] (RNH3+). بما أن هذه التفاعل هو تفاعل معادل فإنه يؤدي إلى تشكيل ملح شحنته الكهربائية متعادلة (المعادلة في الصور)، عبر ارتباط الزوج الوحيد الخاص بالأمين مع البروتون (أيون الهيدروجين) الخاص بالحمض ليصبح موجبا ثم يرتبط بأيون مقابل (أنيون الحمض) لتتعادل شحنة جزيء الملح. تشمل الأيونات المقابلة الشائعة عند تشكيل ملح: الكلوريد، بروميد، الكبريتات، فوسفات، نترات، أسيتات، أكسالات، حمض الليمون والطرطرات.
بعض القلوانيات أكثر استقرار في هيئتها الملحية مقارنة بهيئة القاعدة الحرة. هيئة القاعدة الحرة غير مشحونة في العادة، لذلك درجة ذوبانها في الماء وغليانها أقل، مقارنة بهيئتها الملحية، وقابلية ذوبانها أعلى في المذيبات غير القطبية.
بعض العقاقير الشائعة التي يمكن شراؤها بشكل غير قانوني من الشارع على هيئة ملح عادة، تتبخر عند درجة غليان عالية بحيث تتحطم قبل أن تتشكل أي أبخرة من العقار وهو الأمر الذي يجعلها غير صالحة للتعاطي عن طريق التدخين. ولكي يكون من الممكن تدخين العقار يجب تحويله إلى هيئة القاعدة الحرة أولا. المثال الأكثر شيوعًا على ذلك هو كراك الكوكايين، وهو هيئة القاعدة الحرة للكوكايين الذي يُباع عادة على هيئة ملح الهيدروكلوريد.
مع ذلك، يختلف تأثير الهيئة الملحية وهيئة القاعدة الحرة على القلوانيات من قلواني لآخر. يظهر الأمفيتامين الذي في هيئة ملح الكبريت في حالة صلبة عادة عند درجة حرارة الغرفة، بينما في هيئة القاعدة الحر فيظهر على شكل سائل عديم اللون. أما الكوكايين فهو في هيئته الملحية عبارة عن مسحوق وفي هيئة قاعدة حرة نقية على شكل بلوري.

## علم الأدوية
هيئة العقار لها تأثير على خصائصه الدوائية وبما أن القاعدة الحرة أكثر ملاءمة للاستشاق عن طريق التدخين، فإن ذلك يؤدي إلى امتصاص أسرع وتأثير أقوى للعقار. لأن امتصاص عقار لكراك الكوكايين والتخلص منه سريع جدا، يؤدي ذلك إلى احتمالية إدمان أكبر (انظر الجدول). هذه الاختلافات في الخصائص بين الهيئة الملحية والهيئة الحرة ليست بالضرورة موجودة بنفس القدر في القلوانيات الأخرى، لكن من المرجح تواجدها لدى بعضها.
|                           | هيدروكلوريد الكوكايين | كراك الكوكايين |
| ------------------------- | --------------------- | -------------- |
| أشهر سبيل للتعاطي         | أنفي                  | تدخين          |
| درجة الغليان (°C)         | 190                   | 90             |
| معدل حدوث التأثير (دقيقة) | 1-3                   | 0.2            |
| معدل زوال التأثير (دقيقة) | 30                    | 15             |
| احتمال الإدمان (0-100)    | 50                    | 100            |